# Phlebosphales albiplaga
Phlebosphales albiplaga là một loài bướm đêm trong họ Geometridae.